# Волненко Анатолій Никонович
Волненко Анатолій Никонович (8 (21) листопада 1902, Харків — 23 серпня 1965, Київ) — художник-сценограф, педагог. Заслужений діяч мистецтв УРСР (1958). Член Спілки художників України (1946). Батько Олександра Волненка.

## Біографія та творчість
Закінчив Харківське художнє училище (1918; кл. С. Прохорова, М. Федорова), Харківський художній інститут (1929; викл. О. Хвостенко-Хвостов). Робив малюнки для журналу «Червоний перець». З 1935 по 1941 працював у Москві. Воював у Другій світовій війні. У 1949 році сім'я переїхала жити з Москви до Києва. В 1951—1963 — художник Київського театру опери та балету ім. Т. Шевченка.
Оформив понад 100 вистав у провідних театрах Харкова і Києва.